# Невеста (фильм, 1980)
«Невеста» (нем. Die Verlobte; в советском прокате — «Дом с тяжёлыми воротами») — драматический фильм ГДР 1980 года режиссёров Гюнтера Райша и Гюнтера Рюккера, основанный на автобиографическом романе Евы Липпольд.
Создатели фильма стали лауреатами Национальной премией ГДР, фильм получил международные награды, в том числе «Хрустальный глобус» на Кинофестивале в Карловых Варах, был выдвинут от ГДР на «Оскар». Считается одним из самых успешных антифашистских фильмов студии «ДЕФА».

## Сюжет
1934 год, Германия. Хелла и Герман, невеста и жених, члены коммунистической партии, понимают, что после прихода к власти нацистов они в опасности — и дают другу обет верности до конца жизни. На следующий день за антифашистскую деятельность Хеллу арестовывают и приговаривают к 10 годам тюрьмы.
Первые два года она проводит в одиночном заключении. Её единственная калитка во внешний мир-маленькое окошко ее клетки. Затем её переводят в общую камеру, здесь одна из немногих политических заключенных. Требуя медицинской помощи для сокамерницы она получает двенадцать суток карцера. Невыполнение условий содержания лишает её законного права на свидание с Германом, их первая встреча происходит только спустя три года разлуки.
Герман тщетно пытается получить разрешение на свадьбу с Хеллой в заключении, но ему удаётся через знакомую гестаповку Хенш добиться улучшения условий содержания Хеллы. Её переводят в прачечную, где ей, как «политической», поручается стирка чиновничьего белья, к которому другие прачки как проститутки и убийцы, не должны прикасаться. Годы заключения Хелла сохраняет любовь к Герману, с которым обменивается редкими письмами. Советско-германский пакт о ненападении повергает Хеллу в глубокое сомнение и смятение, но с началом войны она снова получает надежду. Заключённые редко и с опозданием узнают о политических событиях за стенами тюрьмы, но Хелла верит, полагая, что в России много коммунистов, и скоро фашисты будут разбиты.
В 1944 году срок Хеллы оканчивается, но встретиться с любимым она не может — её отправляют на принудительные работы на военный завод, а позже она узнаёт, что Герман арестован гестапо. Хеллу вызывают в гестапо дать показания на Германа, она молчит, и прикрытая одним из надзирателей тайком может обнять закованного в наручники любимого. Германа увозят в концлагерь, и в письме Хелле он пишет, что скорее всего его ждёт смерть. Хеллу вскоре снова арестовывают за саботаж и участие в Сопротивлении.
1945 год, Германия освобождена от фашистов. Спустя 11 лет Рейха Хелла выходит на свободу — она снова невеста, идёт к дому Германа, садится на пороге… она надеется и ждёт своего жениха…

## В ролях
- Ютта Ваховяк — Хелла Линдау
- Регимантас Адомайтис — Герман Раймерс
- Славка Будинова — Лола
- Кристин Глогер — Френцель
- Инге Келлер — Ирена
- Кете Райхель — Ольсер
- Ханс-Йоахим Хегевальд — Хенш
- Катрин Засс — Барбара
- Эва Зентек — Хильда
- Урсула Браун — Наудорф
- Катрин Мартин — Конрад
- Ангела Бруннер — Ленхен
- Рольф Людвиг — тюремный врач
- Иоханнес Вике — отец Германа
- Криста Леман — директор

## Критика
Современная критика высоко оценила точность фильма, который «обладает подлинностью, которую в противном случае знает только документ».
Рената Холланд-Мориц назвала фильм произведением «полных человеческих историй, встряхивающих, трогательных, указательных и рассказанных прекрасным языком женских судеб. И тем, что этот фильм мог стать художественным событием первого ранга, он обязан женщинам, которые умели вершить такие судьбы».

Захватывающая история страсти беззащитной, но смелой, хотя и слабой, но неукротимой женщины в колесе исправительного учреждения Третьего рейха. Убедительно и как героизирующий женский фильм, и как история страстной любви, но прежде всего как кинематографически замечательное исследование мира чувств.— кинопортал «Filmdienst»
Журнал «Cinema» назвал фильм «выдающимся, многослойно поставленным. В итоге: глубоко захватывающая судьба женщины».
Отмечалось как «выдающееся» исполнение главной роли актрисой Юттой Ваховяк: «одна только роль и представление Хеллы Юттой Ваховяк достойны внимания и достойны большой похвалы. Известная актриса поднялась на труднодоступную, не так быстро повторяемую высоту в искусстве представления людей».
Высокую оценку получила и работа оператора Юргена Брауэра, который «поместил человеческое в оптику» кинокамеры.

## Награды
В ГДР фильм получил предикат «особо ценный», отмечен рядом наград:
- Национальная премия ГДР 1-й степени — режиссёрам Гюнтеру Райшу и Гюнтеру Рюккеру, оператору Юргену Брауэру, исполнителям главных ролей Ютте Ваховяк и Регимантасу Адомайтису.
- На 2-м Национальном кинофестивале ГДР фильм получил главный приз, а также призы за операторскую работу, за монтаж, за лучшую женскую роль (Ютта Варховят) и два приза за исполнение ролей второго плана (Кэте Райхель, Рольф Людвиг).
- Гран-При «Хрустальный глобус» на XXII-ом Международный кинофестиваль Карловы Вары, 1980 год.
- Приз Международного кинофестиваля в Сиднее.
- Гран-При и Приз жюри на Фестивале кино в Эберсвальде (1982).

Фильм был выдвинут от ГДР на 53-ю премию «Оскар», но не сумел получить номинацию. Номинировался на гран-при «Золотой Хьюго» Международного кинофестиваля в Чикаго (1981).